# Ramón Villeda Morales
Dr. José Ramón Adolfo Villeda Morales (nascido em Ocotepeque, Honduras, 26 de novembro de 1908 - falecido em 8 de outubro de  1971 em Nova York), atuou como presidente de Honduras de 1957 a 1963. Formado como médico, Villeda Morales foi um liberal que apoiou a democratização de Honduras após um longo período de regime militar. 
Foi o candidato do Partido Liberal de Honduras nas eleições presidenciais de 1954, a primeira eleição livre após mais de duas décadas, ganhando uma pluralidade sobre um Partido Nacional dividido, porém menos do que uma maioria. O impasse levou a um golpe pelo vice-presidente Julio Lozano Díaz. Após a junta militar de 1955, ele foi escolhido pela assembleia constituinte do país para servir como presidente e supervisionar a transição para a democracia. Villeda Morales imediatamente embarcou em uma campanha que acreditava que iria ajudar os elementos mais pobres da sociedade, introduzindo benefícios sociais e aprovando novos direitos trabalhistas que favoreceram a grande parte da população do país. Apesar de estes passos serem populares com as "massas", isso enfureceu as fontes tradicionais de poder em Honduras: os militares e as classes dominantes. Quando parecia provável que o candidato do Partido Liberal, Modesto Rodas Alvarado; iria ganhar a eleição de 1963, com um mandato ainda mais forte para promulgar as reformas sociais, os militares responderam com um golpe de Estado, apenas dez dias antes da eleição que estava marcada para acontecer,  obrigando Villeda Morales a buscar asilo na Costa Rica.